# Raspberry Pi
Raspberry Pi är en enkortsdator som har utvecklas av det brittiska företaget Raspberry Pi Foundation. Kortet har ungefär samma storlek som ett kreditkort och en processor från Broadcom med ARM-arkitektur, liknande den som används i många smartmobiler. Datorn finns i flera versioner där de tidigare A-modellerna behöver en USB-adapter för förbindelse med till exempel internet medan B-modellerna har en ethernet-anslutningsport för nätverk.
Raspberry Pi har inget inbyggt minne för operativsystemet och filer, istället används ett externt SD-kort för fillagring. De senaste versionerna (modell A+ och B+ och senare) använder sig av mikroSD istället för det ursprungliga SD-kortet.
Ett viktigt skäl till att A-modellerna saknar nätverksport och endast har en USB-port är att de ska bli billigare och dra mindre ström. Det har rapporterats att modell A drar lite drygt en tredjedel mot vad modell B gör, vilket kan vara lämpligt om raspberryn används under exempelvis batteridrift.

## Mjukvara
Datorn är i första hand avsedd att köra Linux; det rekommenderade operativsystemet från Raspberry Pi Foundation är Raspbian, en speciell ARM-version av Debian med optimeringar för Raspberry Pi. Andra linuxdistributioner som stöds är Fedora för ARM, Arch Linux för ARM, och XBMC. Enheten kan fungera med flera andra linuxdistributioner som är gjorda för ARM men det är inte garanterat. Enheten kan köra Android om det är en version som inte kräver mer minne än 256 MB. 
Andra tänkbara operativsystem är NetBSD som har stort ARM-stöd samt använder lite minne eller FreeBSD. Ett problem är dock drivrutinerna för grafik och video i form av programbibliotek som är stängd programvara.
I Windows 10 har stöd för Raspberry PI 2 Model B utlovats, i en IoT-version avsedd för utvecklare.

## Prestanda
Även om klockfrekvensen kan verka låg på 700 MHz (överklockningsbar) resp. 900 MHz så har enheten en väldigt snabb grafikprocessor (GPU) som klarar av att spela film i Bluray-kvalitet (dock endast om det är kodat enligt H.264-standarden), enligt Raspberry Pi Foundation ska enheten klara >40 Mbit/s i upplösningen 1080p. Raspberry Pi 2 Model B har fyra processorkärnor på 900 MHz. Prestandan uppges till 6 gånger Modell B+, eller 3 gånger för enkeltrådade beräkningar. Med 4 kärnor borde maximal prestanda landa kring 12 gånger B+.[källa behövs] Raspberry Pi 3 har en fyrkärnig processor på 1200 MHz.

## Överklockning
Model B av Raspberry Pi kan överklockas till 1000 MHz utan ta skada om processorkärnan är kall och lågt belastad. Detta påverkar inte garantin. Temperaturen ökar något, medeltemperaturen ligger runt 55 °C vid visning av film i full HD.

## GPIO
Uppe i ena hörnet på datorn sitter det 26 stycken små pinnar på modellerna A och B, respektive 40 stycken små pinnar på modellerna A+ och B+ som är tänkt att användas för egen programmering. Dessa kallas för GPIO (General purpose input/output) Dessa kan användas till att bland annat styra reläer, dioder, ljusstakar (starkström, detta kräver dock ytterligare hårdvara) få indata genom knappar eller transistorer.

## Tillbehör
Det finns en stor mängd tillbehör till Raspberry Pi, bland annat skal och lådor. På senare tid har det även börjat utvecklas fler tillbehör, som webbkameror, reläkort, och WLAN-adapter.